# تووشیتسه
تووشیتسه (به لاتین: Toušice) یک منطقهٔ مسکونی در جمهوری چک است که در ناحیه کولین واقع شده‌است. تووشیتسه ۷٫۱۸ کیلومتر مربع مساحت و ۲۷۲ نفر جمعیت دارد و ۲۵۳ متر بالاتر از سطح دریا واقع شده‌است.